# Barichneumon erythropoda
Barichneumon erythropoda är en stekelart som först beskrevs av Cameron 1904.  Barichneumon erythropoda ingår i släktet Barichneumon och familjen brokparasitsteklar. Inga underarter finns listade.